# OH! MY RADIO
OH! MY RADIO（オー・マイ・レディオ）は、J-WAVE、Brandnew Jで月曜日から木曜日に放送されていたラジオ番組。略称はマイラジ。

## 概要
音楽関連アーティスト（主に歌手やバンドのメンバー）が各曜日担当で出演する生放送の帯番組であった。番組構成は担当ナビゲーター（DJ）によって異なるが、単独またはゲスト等との少人数による語りや、リスナーからの投稿を絡めた各種企画コーナーを中心に、その合間に音楽をかける形式であることが多かった。
前身にあたる『Across The View』を引き継ぐ形で2001年10月1日に放送開始（ただし放送時間は『Across』より多少遅く設定され、放送時間上の後番組は『Jam the WORLD』。）。2007年4月からはBrandnew Jによるサイマル放送を開始。2009年の大晦日（日付上は2010年1月1日）に放送された『OH! MY RADIO FINAL』（後述）をもって最終回となり、8年3カ月の歴史に幕を下ろした。

## 放送時間
| 期間    | 期間    | 放送時間（JST）                                     | 放送時間（JST）                                    |
| 期間    | 期間    | OH! MY RADIO                                        | STANDBY OH! MY RADIO                               |
| ------- | ------- | --------------------------------------------------- | -------------------------------------------------- |
| 2001.10 | 2002.03 | 月曜 - 金曜 22:30 - 翌0:30（120分）                 | （放送なし）                                       |
| 2002.04 | 2003.03 | 月曜 - 金曜 22:00 - 翌0:30（150分）                 | （放送なし）                                       |
| 2003.04 | 2005.03 | 月曜 - 金曜 22:00 - 23:50（110分）                  | （放送なし）                                       |
| 2005.04 | 2006.03 | 月曜 - 金曜 22:00 - 23:45（105分）                  | （放送なし）                                       |
| 2006.04 | 2007.03 | 火曜 - 金曜（月曜 - 木曜深夜） 0:30 - 3:00（150分） | （放送なし）                                       |
| 2007.04 | 2007.09 | 火曜 - 金曜（月曜 - 木曜深夜） 0:00 - 2:00（120分） | （放送なし）                                       |
| 2007.10 | 2009.06 | 火曜 - 金曜（月曜 - 木曜深夜） 0:30 - 2:00（90分）  | 火曜 - 金曜（月曜 - 木曜深夜） 0:00 - 0:30（30分） |
| 2009.07 | 2009.12 | 火曜 - 金曜（月曜 - 木曜深夜） 0:30 - 2:00（90分）  | （放送なし）                                       |

## ナビゲーター
番組終了時点
- 月曜（隔週交代）
  - MAKIDAI & KENCHI（EXILE）（2005年4月 - 2009年12月28日、2009年10月以降は隔週出演） 
    - 2005年9月までHIROも出演していた。KENCHIは2009年10月からの出演。

  - MiChi（2009年10月 - 2009年12月21日）
- 火曜（隔週交代）
  - CHEMISTRY（2009年10月6日 - 2009年12月29日）
  - Crystal Kay（2009年10月13日 - 2009年12月22日）
- 水曜（隔週交代）
  - 平井堅（2009年4月1日 - 2009年12月30日）
  - JUJU（2009年10月14日 - 2009年12月23日）
- 木曜
  - 週替わり（2009年10月 - 2009年12月）

### 過去に担当したナビゲーター
月曜
- SNAIL RAMP（2001年10月 - 2002年3月）
- 中村正人（2003年4月 - 2004年3月）
- 奥田民生（2004年4月 - 2005年3月）

火曜
- GRAPEVINE（2001年10月 - 2002年3月）
- DOUBLE（2002年4月2日 - 2002年12月24日）
- AI・RIKO（2003年1月7日 - 2003年3月）
- トータス松本（ウルフルズ）（2003年4月1日 - 2005年3月29日）
- 電気グルーヴ×スチャダラパー（2005年3・4月 期間限定ナビゲーター）
- 木村カエラ（2005年5月 - 2008年9月）
- 倖田來未（2008年10月 - 2009年9月、2009年4月以降は隔週出演）
- JUJU（隔週、2009年4月14日 - 2009年9月29日）

水曜
- 平井堅（2001年10月 - 2004年12月）
- CHEMISTRY（2005年1月 - 2005年9月）
- スネオヘアー（2005年10月 - 2006年3月）
- 森山直太朗（2006年4月 - 2007年9月）
- トータス松本（ウルフルズ）（2007年10月 - 2009年3月）
- ユニコーン（隔週、2009年4月8日 - 2009年9月）

木曜
- スガシカオ（2001年10月 - 2005年3月）
- トータス松本（ウルフルズ）（2005年4月 - 2006年3月）
- レミオロメン（2006年4月 - 2006年9月）
- 安藤裕子（2006年10月 - 2007年3月）
- 山口隆（サンボマスター）（2007年4月 - 2008年3月）
- ハナレグミによる「LOVE GUITAR」（毎月最終木曜、2008年4月 - 2009年3月）
- Crystal Kay（2008年4月 - 2009年9月、2009年4月以降は隔週出演）
- MiChi（隔週、2009年4月 - 2009年9月）

金曜
- くるり（2001年10月 - 2003年9月）
- YUKI（2003年10月 - 2005年3月）
- 森山直太朗（2005年4月 - 2006年3月）

など

## ミニ番組
本番組の放送時間内に番組本体とは別枠で組み込まれていた10分程度の短時間番組を以下に記す。
nemu RING RING
23時台冒頭に組み込まれていた10分間の番組である。このコーナーに限ってJFL系列局のZIP-FMにもネットされていた。大塚製薬提供で、nemu（ネムー）とは、同社が発売している乳飲料のことである。
内容は毎日日替わりで出演するゲストが「おやすみ前に聴きたい やすらぎの1曲」をテーマにトークをしていき、後半にその曲をかける。次回出演者はその日のゲストの友人。コーナーの最後に友人に選曲を依頼する電話をかけるシーンで終了する。なお、コーナーの最初は前回の出演者がかけた電話の内容が留守番電話のメッセージで流れる。放送期間は2003年 - 2006年3月31日。
アリナミンEX MY RADIO DICTIONARY
an BE WITH YOU
上記2番組は前番組のJ-WAVE DXから引き継いだスポンサー枠の番組であった。2002年9月終了。
DoCoMo MOONLIGHT COMPASS
OH! MY RADIO開始と同時に放送開始し23:50 - 24:00に放送されていた。ナビゲーターは綾戸智絵。2003年4月以降は平日23:50 - 24:00の単独番組となる。のちにナビゲーターは矢野顕子に交代。同枠はDoCoMo MAKING SENSEに引き継がれた。2005年3月終了。
DoCoMo M-stage music presents "COMMUNE"
本番組と同じ2001年10月1日から放送開始されたJam the WORLD内で開始時から放送していた番組で、OH! MY RADIO内では2003年4月から9月まで放送。ナビゲーターはちわきまゆみ。
RE-FLEX VOX
前番組であるNIGHT STORIESから引き継いだ番組。週単位で2名（もしくは2組）のゲスト同士による対談。放送期間は2006年4月 - 2007年3月。

## 特別番組
- 2008年12月31日 OH! MY RADIO〜FOR MY DREAM （25:00 - 翌7:00）

J-WAVE NEW YEAR SPECIALとして放送。ナビゲーターはピエール瀧とDJ DRAGONが担当した。
- 2009年12月31日 OH! MY RADIO FINAL （25:00 - 翌6:00）

当番組の最終回として放送。ナビゲーターはピエール瀧と小宮山雄飛が担当、中野めぐみがアシスタントとして出演した。
- 2014年12月19日 木村カエラのOH!MY RADIO (22:00 - 23:30)[4]

木村カエラがJ-WAVE CHRISTMAS CAMPAIGN 2014のテーマソングを担当したことによる一夜限りの復活。
本放送期間中には開設されていなかったTwitterのアカウントを設け、番組終了時間までにフォロワー数10000人を目指したが(達成した場合、番組の継続復活をスタッフが要望する予定だった)、最終的には3000人だった。